# 1963 w nauce

## Nauki przyrodnicze i ścisłe

### Astronomia
- William Alfred Fowler – Nagroda Henry Norris Russell Lectureship przyznawana przez American Astronomical Society

### Fizyka
- doświadczalne potwierdzenie zjawiska tunelowania Josephsona

## Nagrody Nobla
- Fizyka – Eugene Paul Wigner, Maria Göppert-Mayer, J. Hans D. Jensen
- Chemia – Karl Ziegler, Giulio Natta
- Medycyna – John Carew Eccles, Alan Lloyd Hodgkin, Andrew Fielding Huxley